# Explosiones en el depósito de Torópets
En la noche del 17 al 18 de septiembre de 2024, durante la invasión rusa de Ucrania, el gobierno ucraniano lanzó un ataque con drones contra el depósito de municiones de la Dirección Principal de Misiles y Artillería (GRAU) en Torópets, lo que provocó una serie masiva de explosiones e incendios y la rotura de ventanas en las ciudades cercanas. La explosión principal provocó una onda sísmica de magnitud 2,5~2,8 el 18 de septiembre a las 3:56 a. m., hora local.

## Contexto
Tras más de dos años de guerra, Ucrania trasladó recientemente el conflicto a territorio ruso. El 6 de agosto de 2024, Ucrania lanzó una ofensiva en el óblast de Kursk. Ucrania también discute con sus aliados el suministro de armas para municiones de mayor alcance y el derecho a utilizarlas más profundamente en territorio ruso con el fin de atacar objetivos militares legítimos utilizados por el gobierno de la Federación Rusa para atacar a Ucrania y ejercer presión política sobre el presidente ruso Vladímir Putin.
El ataque fue reivindicado por el gobierno ucraniano, quién expresó que fue dirigido con drones aerotransportados de fabricación nacional, este ataque tendría como objetivo normalizar este tipo de ataques en profundidad para aliviar las posturas de los aliados. Los representantes ucranianos declararon que se esperan más ataques de este tipo para reducir "metódicamente" el potencial misilístico de las Fuerzas Armadas de Rusia.

## Objetivo
Euronews informó que el depósito de municiones militares había sido renovado en 2018, y que el viceministro de Defensa ruso afirmó que "el sitio cumplía con los 'más altos estándares internacionales' y podía defenderse contra armas como misiles e 'incluso un pequeño ataque nuclear'". Euronews también dijo que aproximadamente 30.000 toneladas de municiones militares estaban almacenadas en la instalación, incluidos "tanques de combustible, así como misiles destinados a los sistemas de misiles Iskander y Tochka-U, bombas aéreas guiadas y municiones de artillería variadas... incluidas algunas municiones norcoreanas". NBC informó que los misiles KAB también estaban almacenados en la instalación.

### Contenido del depósito
- Tanques de combustible[10]
- Depósitos de misiles y explosivos[7]
- Misiles S300[11]
- Sistemas de misiles tácticos Iskander[1][10]
- Sistemas de misiles tácticos Tochka-U[1][10]
- Bombas aéreas guiadas[1][10]/KABs[7][9]
- Misiles norcoreanos KN-23[11]
- Municiones de artillería[1][10]
- Municiones norcoreanas[10]

## Ataque
El diario Ukrainska Pravda citó al Servicio de Seguridad de Ucrania, la Inteligencia de Defensa y la Fuerza de Operaciones Especiales como los autores del ataque nocturno. Según el Ministerio de Defensa ruso, los 54 drones ucranianos que apuntaban a las regiones occidentales de Rusia fueron interceptados con éxito. Según Igor Rudenya, gobernador del óblast de Tver, los restos de un dron ucraniano derribado con éxito provocaron el incendio, encendiendo el depósito de municiones y la serie de explosiones.
El 22 de septiembre de 2024, los medios de comunicación informaron que los drones ucranianos habían atacado nuevamente un segundo depósito de municiones ubicado al sur de Torópets, provocando un gran incendio.

## Explosiones

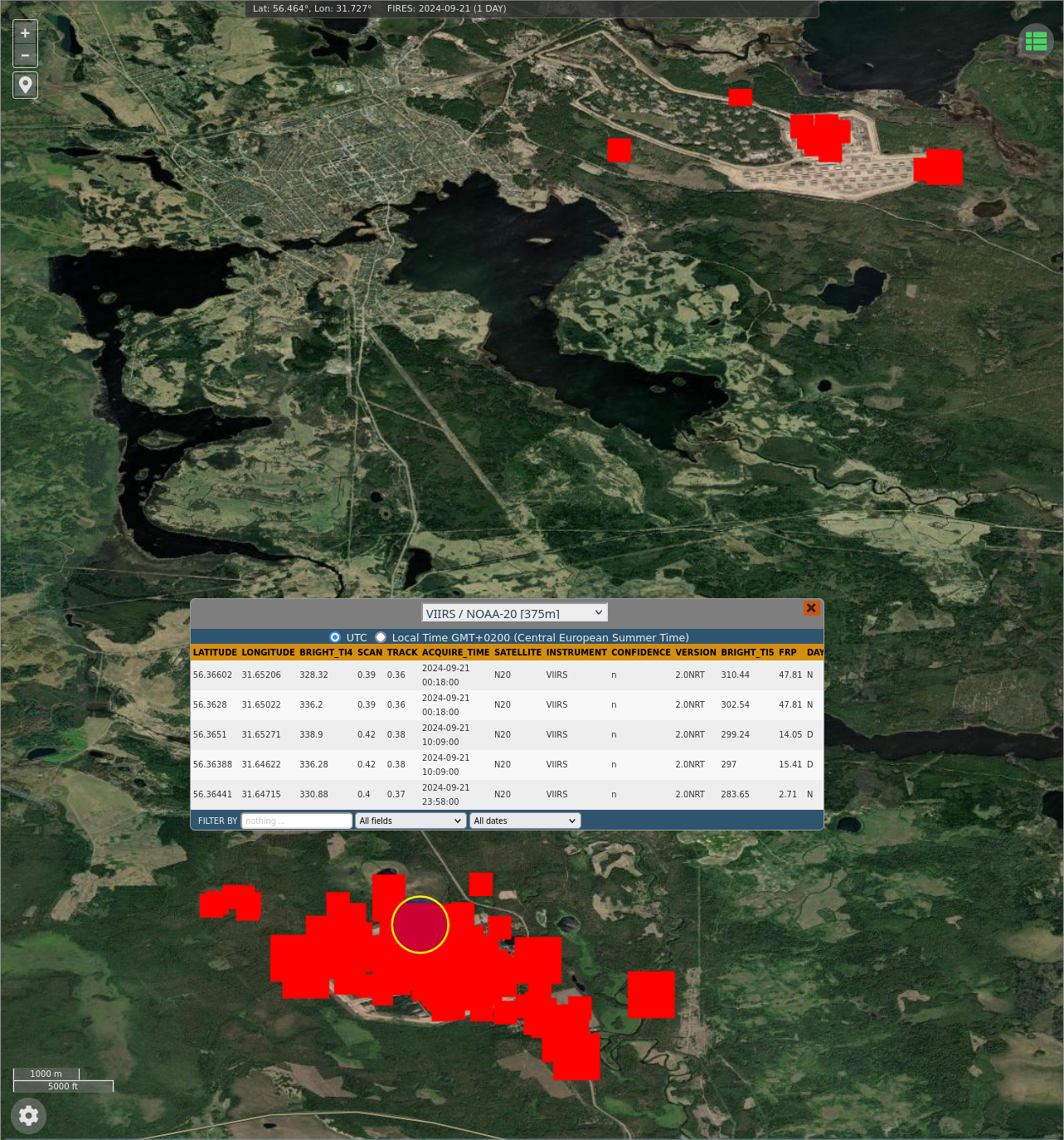
Imágenes de NASA FIRMS del 21 de septiembre de 2024 que muestran el nuevo y extenso incendio al sur de Torópets y el incendio aún en curso del primer ataque al este de la ciudad.

El ataque resultó en múltiples explosiones secundarias, la mayor de las cuales fue una explosión de magnitud similar a la de un terremoto. La onda expansiva se extendió hasta 200 millas (320 km) y se estimó que tenía un equivalente de TNT de 200 a 240 toneladas de explosivos de alta potencia. Los incendios resultantes fueron detectados por los sistemas de monitoreo de incendios de la NASA y cubrían un área de aproximadamente 13 km² (5 millas cuadradas).

## Consecuencias
Igor Rudenya, gobernador del óblast de Tver, anunció una evacuación parcial de la ciudad, pero que no hubo heridos graves ni muertos. Los funcionarios rusos informaron más tarde que 13 personas habían resultado heridas.